# Smartzee
Smartzee, född 1980, är en fransk rappare född i Benin. Han har gjort artistsamarbeten med artister som Nâdiya, Ocean Drive, Gilles Luka och DJ Oriska. Hans debutsingel var "Et c'est parti..." med Nâdiya. Med henne har han spelat in flera låtar som nått topplaceringar på den franska singellistan. Hans eget solo-debutalbum The Wishmaster gavs ut den 13 september 2008.

## Diskografi

### Album
- 2008 - The Wishmaster

### Singlar
- 2004 - "Et c'est parti..."
- 2006 - "Tous ces mots"
- 2006 - "Roc"
- 2006 - "It's On"
- 2007 - "Comment Oublier"
- 2009 - "Diggin It"
- 2009 - "Your Man"